# گرگ‌آباد (سردشت)
گرگ‌آباد، روستایی است از توابع بخش مرکزی شهرستان سردشت استان آذربایجان غربی ایران.

## جمعیت
این روستا در دهستان گورک سردشت قرار داشته و بر اساس سرشماری سال ۱۳۸۵ جمعیت آن ۲۲ نفر (۴ خانوار)
بوده‌است.